# Final Rock
Der Final Rock (englisch für Letzter Felsen) ist ein 1075 m hoher und isolierter Felsen im westantarktischen Queen Elizabeth Land. Am südlichen Ende der Neptune Range in den Pensacola Mountains ragt er 5 km südlich des Mount Feldkotter auf.
Der United States Geological Survey kartierte ihn anhand eigener Vermessungen und Luftaufnahmen der United States Navy aus den Jahren von 1956 bis 1966. Das Advisory Committee on Antarctic Names benannte ihn 1968 nach seiner geographischen Position in der Neptune Range.